# الرضيمة الشرقية
قرية «رضيمة الشرقية» آخر القرى في الشمال الشرقي من محافظة السويداء والتي تمتد أراضيها لتصل إلى صحراء «الحماد» شرقاً، وتلامس الوديان التي تتدفق هناك بعد شتاء عاصف، وتحدها جنوباً قرية «عراجة»، وهما في الأصل تتبعان تاريخياً إلى بلدة «شقا» إحدى المدن العشر أيام الرومان مع بداية التاريخ الميلادي.
ويقال إن اسمها المحلي هو «رضيمة العليا» وهو عائد لمواقف الفخر والعز التي يتغنى بهما أهل القرية، وقد تكون عائدة إلى التل الذي يحاذي القرية من الشمال ويدعى «تل عليا» الذي يتربع على سفحه مقام الشيخ «سراقة» أحد أولياء الله الصالحين.
وقد سميت رسمياً رضيمة الشرقية لكونها آخر القرى الموجودة في شرقي المحافظة، وهناك اسم محلي أيضاً وهو دارج بشكل كبير بين العامة، فيطلقون عليها «أهل الحبيس» كناية عن السجن أو الحبس الذي يعود إلى مئات السنين، وما زالت معالمه قائمة إلى اليوم، أما الاسم الأول لها فلا فكرة مؤكدة لدينا عن معناه، وهي على الأرجح اسم محلي عائد نسبة للحجارة الكبيرة التي تحيط أرضها من كل الجهات.
ومما يميز القرية التنوع الديني فيها حيث يتواجد عائلات من من المسيحيين منذ أن نشأت القرية فهم يعتبرون جزءاً مهماً من أركانها، واستقر ببعضهم الحال في العاصمة أو في مدينة «شهبا»، ولكن بيوتهم ما زالت مفتوحة، وأرضهم تزرع وتحصد إلى الآن، وفي الأعياد المجيدة يتواجدون، ويمارسون طقوسهم في كنيستهم التي بنيت بتعاون من جميع السكان في القرية.
أما عن الأعمال التي يمارسها الناس، فقداختار بعضهم الذهاب وراء لقمة العيش، والاستقرار في العاصمة، أو في مدينة «جرمانا» في «ريف دمشق»، أو في مدينة «شهبا»، وأغلبية سكانها فلاحون يعملون في الأرض، يزرعون القمح والشعير والحمص والعدس، والأشجار المثمرة مثل الزيتون واللوزيات، وكذلك بدأ الفلاحون بزراعة الحمضيات بشكل قليل نسبياً ولكنها جيدة، أما العنب فلم ينجح هنا كثيراً، ومعظم الناس يقوم على تربية المواشي من غنم وماعز وأبقار.